# Timon & Pumbaa: Giochi nella giungla
Timon & Pumbaa: Giochi nella giungla (Timon & Pumbaa's Jungle Games), riedito come Timon & Pumbaa: 5 giochi nella giungla nella collana Disney Classici, è un videogioco party sviluppato dalla 7th Level e pubblicato dalla Disney Interactive Studios. Il titolo è stato pubblicato nel 1995 per Microsoft Windows sotto il brand "Disney Gamebreak". Una conversione per Super Nintendo Entertainment System è stata sviluppata da Tiertex e pubblicata da THQ nel novembre 1997 in Nord America e nei territori PAL nel marzo 1998.
Nel 1998, Jungle Pinball, Slingshooter e Bug Drop furono ripubblicati singolarmente nella serie di videogiochi Disney Game Shots dove furono cambiati i titoli dei primi due che diventarono corrispettivamente Il flipper della giungla per il primo e Il tiro a segno di Timon e Pumbaa per il secondo, mentre Bug Drop ha mantenuto il nome originale. Nonostante ciò, i giochi rimangono in inglese sia nei testi che nei dialoghi, proprio come nell'originale.

## Modalità di gioco
Nel filmato iniziale Timon e Pumbaa stanno dando la caccia ad un insetto, tuttavia i due si spaventano quanto quest'ultimo mostra le sue spine. Poco dopo si recano in un luogo in cui è presente una cascata e riescono ad accedervi grazie all'aiuto di un ippopotamo che ferma il flusso d'acqua con il suo sedere. Il titolo presenta cinque minigiochi i quali vedono come protagonisti Timon, Pumbaa ed altri animali della giungla tratti da Il re leone.
I minigiochi, accessibili dal menu principale, sono: Jungle Pinball (un flipper la cui tavola è riempita da animali al posto dei birilli), Burper (uno sparatutto in cui Pumbaa dovrà ruttare del gas per distruggere gli ostacoli), Hippo Hop (simile a Frogger), Bug Drop (un rompicapo basato su Puyo Puyo, il quale non è presente nella versione per SNES) e Slingshooter (in cui bisognerà utilizzare una cerbottana per colpire gli animali per fare punti, ma facendo attenzione ad evitare Timon, Pumbaa ed altri bersagli).
Ognuno dei giochi elencati è infinito ed il giocatore ha l'obiettivo di ottenere il punteggio più alto per ognuno di essi finché non perde.